# 김원형 (축구 선수)
김원형(金原形, 2005년 3월 21일 ~ )은 대한민국의 축구 선수이다. 포지션은 중앙 미드필더이다. 현재 수원 FC 소속이다.